# Талавера-де-ла-Рейна
Талаве́ра-де-ла-Ре́йна (исп. Talavera de la Reina) — второй по величине город испанской провинции Толедо, расположенный у впадения реки Альберче в Тахо.  С давних пор известен производством изделий из фаянса, включая плитку азулежу, которой украшены городские здания. ЮНЕСКО признало талаверскую керамику нематериальным наследием человечества.

## История
Поселение, процветавшее ещё до прихода римлян, именовалось последними Цезаробрига (Caesarobriga). Это было удобное место для торговли и рынков. В 602 году король Лиува II преподнёс горожанам статую Девы Марии, которая с тех пор считается небесной покровительницей города наряду с Исидором Севильским.
В 712 году Цезаробрига была завоёвана арабами. Они укрепили город высокими стенами, построили дворцы и мечети. Около Талаверы в 950 году король Леона Рамиро II нанёс серьёзное поражение армии мавров. 
В 1083 году король Кастилии Альфонсо VI отнял Талаверу у мавров и восстановил в городе христианскую религию. По случаю бракосочетания Альфонса XI с Марией Португальской (24 июня 1328 года) город был передан во владение королевы. В честь этого события к официальному названию были добавлены слова «королевы» (de la Reina).
В 1809 году произошла битва при Талавере между французскими войсками Наполеона и соединёнными испано-английскими войсками, а в 1936 году — сражение между франкистами и республиканцами.

## Достопримечательности
- Базилика Девы Марии «на лугу»[англ.] (XVII век) славится фаянсовым убранством интерьера.
- Мост через Тахо[англ.] с пилонами высотой 182 метра (самыми высокими в Испании), построен в 2007-2011 гг.
- Музей керамики Руиса де Луна

## Города-побратимы
- Фаэнца, Италия (1986)[2]
- Пуэбла-де-Сарагоса, Мексика

## Население
| Год  | Численность | Численность   |
| ---- | ----------- | ------------- |
| 2001 | 76 011      | [ 3 ]         |
| 2002 | 77 519      | [ 4 ]         |
| 2004 | 80 305      | [ 5 ]         |
| 2005 | 82 975      | [ 6 ]         |
| 2006 | 83 793      | [ 7 ]         |
| 2007 | 85 549      | [ 8 ]         |
| 2008 | 87 763      | [ 9 ]         |
| 2009 | 88 856      | [ 10 ]        |
| 2010 | 88 986      | [ 11 ]        |
| 2011 | 88 674      | [ 12 ]        |
| 2012 | 88 755      | [ 13 ]        |
| 2013 | 88 548      | [ 14 ]        |
| 2014 | 86 779      | [ 15 ]        |
| 2015 | 85 150      | [ 16 ]        |
| 2016 | 84 119      | [ 17 ]        |
| 2017 | 83 303      | [ 18 ]        |
| 2018 | 83 009      | [ 19 ] [ 20 ] |
| 2019 | 83 417      | [ 21 ]        |
| 2020 | 83 663      | [ 22 ]        |
| 2021 | 83 477      | [ 23 ]        |
| 2022 | 83 247      | [ 24 ]        |
| 2023 | 84 137      | [ 25 ]        |
| 2024 | 84 738      | [ 1 ]         |